# Transition (album)
Transition je sedmi solo studijski album Steva Lukatherja, ki je izšel 21. januarja 2013 pri založbi Mascot Records.

## Zgodovina
Decembra 2011 je Lukather oznanil začetek pripravljanja albuma Transition. Album je bil produciran v sodelovanju s tekstopiscem C.J. Vanstonom, pri snemanju pa so sodelovali glasbeniki Chad Smith, Gregg Bissonette, Leland Sklar, Steve Weingart in drugi. Čez leto 2012 je Lukather na svoji spletni strani izdajal novice o razvoju albuma. Naslov albuma je postal znan 12. oktobra 2012.

## Seznam skladb
| Št. | Naslov                                                      | Dolžina |
| --- | ----------------------------------------------------------- | ------- |
| 1.  | „Judgement Day‟ (Steve Lukather, CJ Vanston)                | 7:17    |
| 2.  | „Creep Motel‟ (S. Lukather, Vanston, Fee Waybill)           | 5:46    |
| 3.  | „Once Again‟ (S. Lukather, Vanston)                         | 4:57    |
| 4.  | „Right the Wrong‟ (S. Lukather, Vanston, Trev Lukather)     | 6:20    |
| 5.  | „Transition‟ (S. Lukather, Vanston, Steve Weingart)         | 5:32    |
| 6.  | „Last Man Standing‟ (S. Lukather, Randy Goodrum)            | 5:21    |
| 7.  | „Do I Stand Alone‟ (S. Lukather, Vanston)                   | 4:10    |
| 8.  | „Rest of the World‟ (Jack Raines, Vanston)                  | 4:01    |
| 9.  | „Smile‟ (Charlie Chaplin, arr. Lukather, Weingart, Vanston) | 2:30    |

## Zasedba
- Steve Lukather – vokali, kitare
- C. J. Vanston – klaviature, spremljevalni vokali (1-7)
- Steve Weingart – klaviature (5, 9)
- Renee Jones – bas (3), spremljevalni vokali (8)
- Eric Valentine – bobni (6, 7, 8)
- Leland Sklar – bas (1, 2)
- Nathan East – bas (8)
- John Pierce – bas (4, 6, 7)
- Tal Wilkenfeld – bas (5)
- Gregg Bissonette – bobni (2, 5)
- Chad Smith – bobni (4)
- Toss Panos – bobni (1, 3)
- Lenny Castro – tolkala (2, 3, 6, 8)
- Trev Lukather – kitara (4)
- Phil Collen – spremljevalni vokali (1)
- Jenny Douglas – spremljevalni vokali (2, 7)
- Richard Page – spremljevalni vokali (4, 6)
- Kristina Helene – spremljevalni vokali (4)
- Jack Raines – spremljevalni vokali (8)